# William Priddy
William Reid Priddy (Richmond, 1 de outubro de 1977) é um jogador de voleibol dos Estados Unidos da América. Disputou os Jogos Olímpicos de 2008, em Pequim, onde a seleção estadunidense conquistou a medalha de ouro.

## Carreira
Priddy nasceu em Richmond, no estado da Virgínia, mas foi quando sua família mudou-se para a Flórida que teve seus primeiros contatos com o voleibol. Em 1994 iniciou jogando pela Mountain Pointe High School e no ano seguinte ajudou a equipe a conquistar seu primeiro campeonato estadual.
Graduou-se em comunicação pela Loyola Marymount University em 2000, quase participou dos Jogos Olímpicos de 2000, em Sydney, quando foi selecionado entre os quatro reservas. Dois anos depois estava na equipe que participou do Campeonato Mundial e em 2003 foi o capitão nos Jogos Pan-Americanos de Santo Domingo. Após ficar na reserva em 2000, Priddy participou da sua primeira Olimpíada em Atenas 2004 onde conquistou o quarto lugar.
Em 2008 conquistou os títulos da Liga Mundial e dos Jogos Olímpicos de Pequim. Paralelamente ao voleibol de quadra, Priddy participou do AVP tour de voleibol de praia entre 2000 e 2006 e retornou em 2009.
Em 2016, representou seu país nos Jogos Olímpicos de Verão no Rio de Janeiro.